# Quarto (Italia)
Quarto (noto anche come Quarto Flegreo) è un comune italiano di 41 450 abitanti della città metropolitana di Napoli in Campania.

## Geografia fisica

### Territorio
Situato a nord-ovest di Napoli, nell'entroterra flegreo, ha una superficie di circa 14 km².
Il territorio comunale corrisponde pressoché alla cosiddetta "Piana di Quarto": una depressione del sottosuolo a forma ellittica, contornata da una cinta collinare e dovuta a una forte attività vulcanica altamente esplosiva.
Quello di Quarto è il più grande cratere spento dei Campi Flegrei.

### Geologia

#### Attività vulcaniche passate
Il comune di Quarto giace nell'omonima piana, la cui formazione rientra nell'attività vulcanica flegrea del passato.
La Piana di Quarto è cinta a sud e a Est da resti di edifici vulcanici recenti, a nord e a nord-est dai resti dell'antica caldera originatasi in seguito all'eruzione dell'Ignimbrite campana; a ovest invece vi sono estesi depositi di tufo giallo ampiamente sfruttato con cave per l'estrazione di materiale da costruzione.

#### Teorie sulla formazione della Piana di Quarto
Circa la sua formazione geologica e datazione gli studiosi hanno pareri contrastanti:
- secondo lo studioso Giuseppe De Lorenzo (che suddivise la formazione geologica flegrea in tre periodi) l'origine della Piana di Quarto risalirebbe al 3º Periodo Flegreo (circa 11.000 anni fa), caratterizzato da eruzioni ed esplosioni subaeree di materiale frammentario: dopo un'esplosione che squarciò la precedente compagine di tufo giallo, si sarebbe creato un cratere contornato dal materiale eruttato.
- completamente differente l'ipotesi del vulcanologo Alfredo Rittmann, secondo il quale l'origine della Piana di Quarto sarebbe da ricondursi a uno sprofondamento vulcano-tettonico di una vasta superficie di tufo giallo, avvenuto in seguito a una forte attività esplosiva con l'emissione dei prodotti del 2º Periodo Flegreo (tra 36.000 e 11.000 anni fa) e a un successivo riempimento di depositi quaternari indifferenziati: piroclastiti sottili rimaneggiate, depositatesi in ambiente lacustre e alluvionale.

#### Punta Marmolite
Tracce palesi delle passate attività vulcaniche a Quarto si possono riscontrare in località "Punta Marmolite" (a nord-est della Piana) dove è osservabile un "duomo di lava", sorto a causa di una piccola eruzione nella quale il magma si solidificò appena uscito dalla bocca eruttiva. Quelle di Punta Marmolite sono tra le rocce più antiche dell'Ignimbrite Campana (47.000 anni) e hanno composizione essenzialmente alcalitrachitica.

### Clima
Quarto gode di un clima mediterraneo, con inverni miti e piovosi ed estati calde e secche. A differenza della vicina fascia costiera, il territorio di Quarto è caratterizzato da un maggiore tasso di umidità.
Nel grafico sottostante sono riportate temperature medie minime e massime e le precipitatizioni mensili. Fonte: NOAA
| QUARTO              | Mesi | Mesi | Mesi | Mesi | Mesi | Mesi | Mesi | Mesi | Mesi | Mesi | Mesi  | Mesi | Stagioni | Stagioni | Stagioni | Stagioni | Anno  |
| QUARTO              | Gen  | Feb  | Mar  | Apr  | Mag  | Giu  | Lug  | Ago  | Set  | Ott  | Nov   | Dic  | Inv      | Pri      | Est      | Aut      | Anno  |
| ------------------- | ---- | ---- | ---- | ---- | ---- | ---- | ---- | ---- | ---- | ---- | ----- | ---- | -------- | -------- | -------- | -------- | ----- |
| T. max. media (°C)  | 13   | 14   | 16   | 19   | 23   | 27   | 30   | 30   | 27   | 22   | 18    | 14   | 13,7     | 19,3     | 29       | 22,3     | 21,1  |
| T. min. media (°C)  | 5    | 5    | 7    | 10   | 14   | 18   | 20   | 20   | 17   | 13   | 9     | 6    | 5,3      | 10,3     | 19,3     | 13       | 12    |
| Precipitazioni (mm) | 98   | 71,7 | 64,6 | 44,3 | 39,1 | 26,3 | 13,1 | 19,0 | 59,2 | 74,3 | 116,3 | 82,6 | 252,3    | 148,0    | 58,4     | 249,8    | 708,5 |

## Origini del nome
Il nome "Quarto" deriverebbe da ad quartum, ovvero un'espressione latina indicante una distanza, che in tal caso sarebbe "quarto miglio da Puteoli". Il significato di questa espressione sta nel fatto che il comune di Quarto è localizzato al quarto miglio di Via Campana, ossia una strada che sorge sul tracciato d'una delle principali strade dell'Impero romano, partendo dall'Anfiteatro Flavio di Pozzuoli (l'antica Puteoli, per l'appunto) e diramandosi in vari comuni del napoletano, per poi terminare sulla via Appia di Capua antica (oggi sita a Santa Maria Capua Vetere). Ciò è indicato anche nello stemma civico.

## Storia

### Preistoria
Il territorio di Quarto fu abitato sin dall'Età del Bronzo Medio come dimostrerebbero vari ritrovamenti di frammenti di ceramica e suppellettili. Particolare interesse rivestono in particolare i materiali, databili fra il Bronzo Antico e l'Appenninico, rinvenuti nel sito archeologico di Via Viticella che hanno fatto ipotizzare un vero insediamento lungo le pendici della collina soprastante. Inoltre, una sepoltura rinvenuta nei pressi della via Campana, a fossa di forma ovale, è databile al Bronzo Antico grazie al corredo ivi rinvenuto, un bicchiere d'impasto e un pugnale.

### Periodo classico
Dopo la nascita della vicina Cuma per mano degli Euboici e dopo l'insediamento di Pithecusa (sull'odierna Isola d'Ischia), i coloni greci si spinsero fino all'entroterra e alla conca di Quarto, attratti dalla fertilità del terreno e dall'esigenza di crearsi un'autonomia agricola. Quarto, dunque, entrò a far parte delle zone controllate dai Greci e assimilò la lingua e la civiltà elleniche.

### Epoca romana
Sebbene con i coloni Greci lo sviluppo e l'importanza della zona avessero già conosciuto un discreto incremento, fu solo con i Romani che Quarto assunse una prima vera connotazione propria di centro abitato pur non avendo lo schema urbanistico di una città. In età romana il fertile territorio di Quarto Flegreo era parte integrante del produttivo retroterra agricolo dell'ager di Puteoli, principale porto dell’Impero fino all’epoca di Traiano. La trafficata via pubblica Puteolis-Capuam, l’odierna via Consolare Campana, frequentata da numerosi mercanti, viaggiatori e schiavi conduceva a Capua (attuale Santa Maria Capua Vetere), per poi raggiungere Roma attraverso la via Appia. Il toponimo Quarto rappresenta la distanza da Puteoli, ovvero il quarto miglio, poiché i romani misuravano il miglio ogni mille passi per collocare una pietra miliare.  In un primo momento Quarto nacque come insediamento romano e trasse il nome dalla sua distanza (al quarto miglio) da Pozzuoli, sulla via Consolare Campana: questo asse viario fu costruito dai Romani tra il II e il I secolo a.C. e concepito per collegare il porto di Puteolis (all'epoca uno dei più importanti del Mar Tirreno) con la cittadina di Capuæ, da dove era possibile raggiungere Roma grazie alla via Appia. Con l'apertura della via Consolare Campana, tutta la zona subì un incremento positivo sul piano commerciale e ovviamente economico, innescando di conseguenza una fase di sviluppo della struttura urbana: dallo studio dei ritrovamenti della zona, si evince che non si andò creando un unico centro abitato con un nucleo principale definito, bensì una serie di abitazioni rurali (ville rustiche) disposte lungo i vari diverticoli della via Campana e a mezza costa lungo le pendici della conca. Tra le opere di ingegneria urbanistica e stradale intraprese dai Romani nel territorio è la Montagna Spaccata, una profonda fenditura nella collina realizzata per consentire il passaggio della via Consolare Campana. La piana di Quarto viene citata da Svetonio nella sua opera De vita duodecim Cæsarum in relazione alla salita al potere di Ottaviano, ed è anche menzionata dagli "Atti degli apostoli" in cui si dice che l'apostolo Paolo, sbarcato a Pozzuoli, vi passasse con Luca l'Evangelista in stato di prigionia sotto la scorta di centurioni, diretto a Roma.
La strada principale di collegamento con Pozzuoli è tuttora la via Campana, arteria di grande traffico. Ai lati di questa strada si possono trovare numerosi insediamenti romani, forni, ville, mausolei, colombari. La strada attuale, sopraelevata rispetto a quella originaria, taglia in due un fitto insediamento, attraversato dalla linea ferroviaria Napoli-Roma. In particolare mentre si viaggia da Pozzuoli a Quarto, si può notare ai lati dei binari un piccolo mausoleo. Il fatto che Quarto sia stata un popoloso insediamento romano è testimoniato dai numerosi rinvenimenti archeologici del sottosuolo. Il monumento più conosciuto tuttavia è un semplice mausoleo, sito in località Regina della pace.

### Epoca recente
Quarto ottenne l'autonomia amministrativa dal Comune di Marano con Decreto Legislativo n. 60 del 5 febbraio 1948.
Da marzo a novembre del 1948, Quarto fu amministrata dal commissario prefettizio Alberto Arcamone. Il primo sindaco fu Domenico Di Falco (1901-1976), facoltoso agricoltore ed ex-fascista, a seguito delle elezioni svoltesi il 28 novembre 1948. Il primo consiglio comunale avvenne il 18 dicembre 1948 in un edificio scolastico, l'odierna scuola elementare "Viviani".

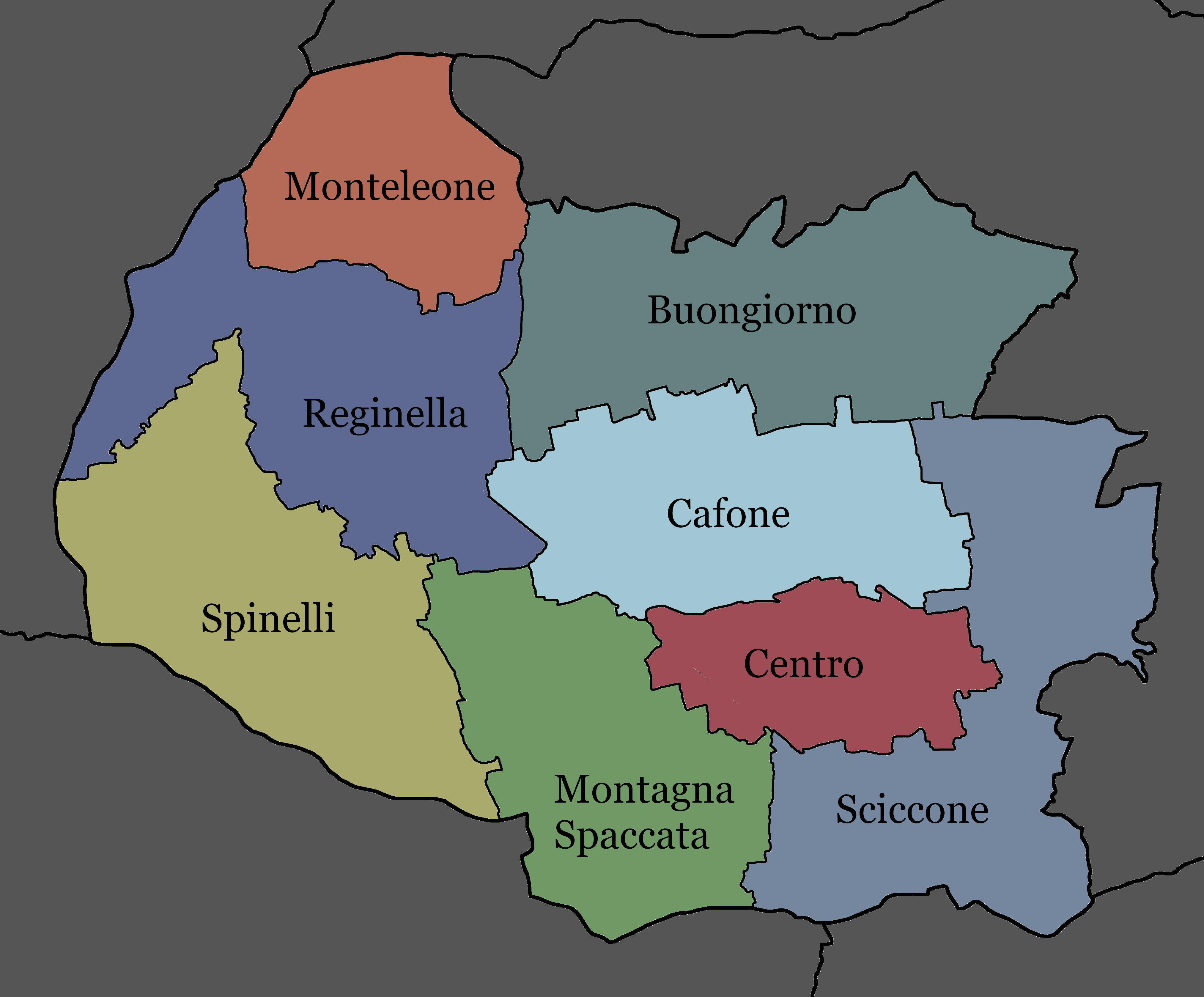
Quartieri di Quarto

Di Falco fu sindaco di Quarto per 18 anni, dal 1948 al 1961 e dal 1969 al 1975, mandati inframezzati dalla vittoria della sinistra nelle elezioni del 1961 che portarono all'elezione del sindaco comunista Giovanni Riccio e del democristiano Angelo De Vivo.
Nel 1985 quasi tutta la giunta comunale era indagata per illeciti edilizi.
Nel 1992 furono arrestati il sindaco (a cui tre anni prima era stato sequestrato il figlio di 12 anni, ritrovato dalla polizia dopo poche ore), due consiglieri comunali e quattro persone facenti parte della commissione edilizia in quanto accusati di una serie di abusi d'ufficio finalizzati alla speculazione edilizia.

### Simboli
Lo stemma e il gonfalone del comune di Quarto sono stati concessi con decreto del presidente della Repubblica del 16 febbraio 1960.

## Monumenti e luoghi d'interesse

### Architetture religiose

#### Chiesa di Santa Maria Libera Nos a Scandalis

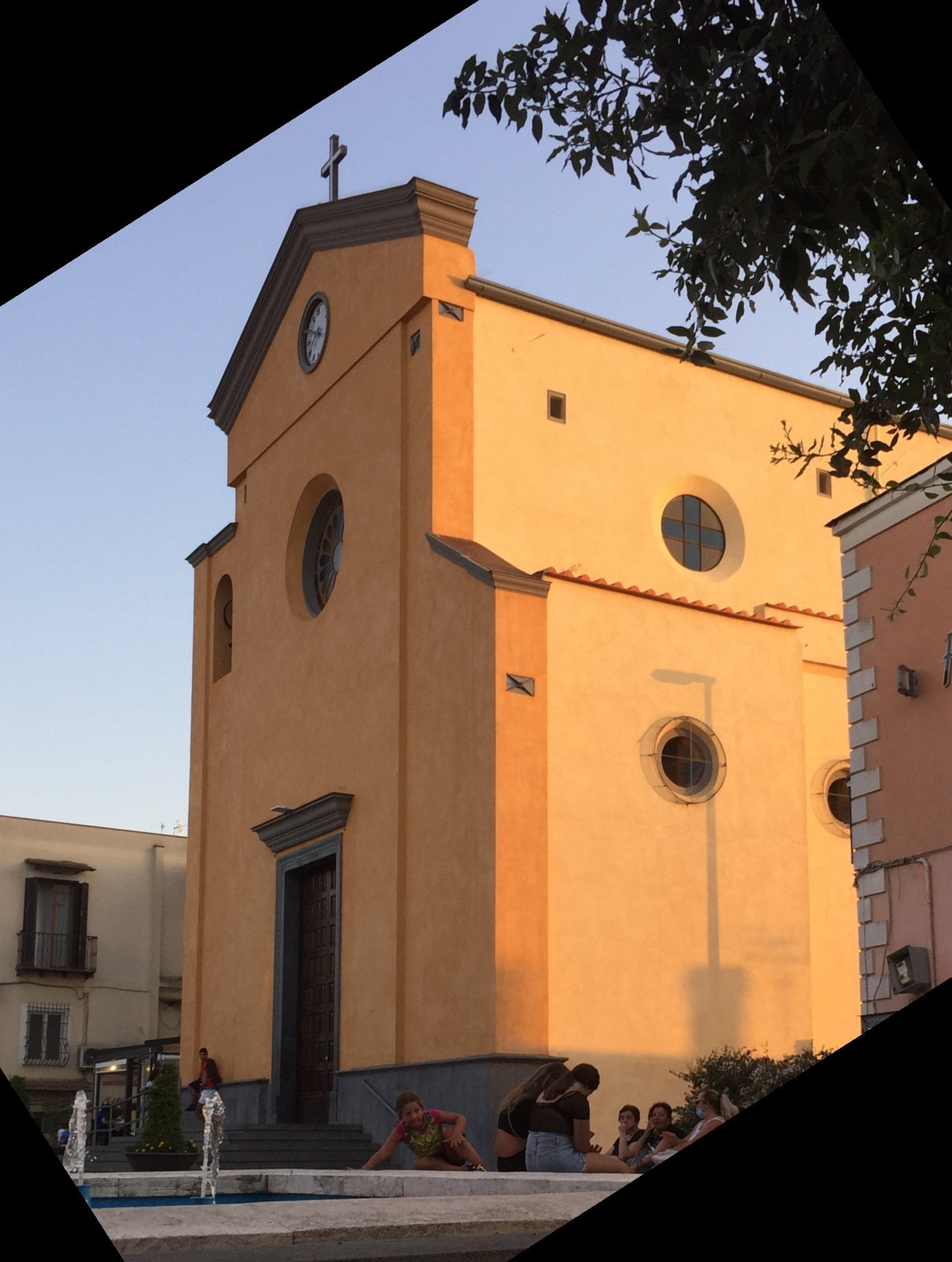
Chiesa di Santa Maria Libera Nos a Scandalis

Fu edificata sui resti di una cappella più antica e consacrata nel 1243.  Le prime notizie della chiesa-madre di Quarto, dedicata a Santa Maria Libera Nos a Scandalis, "liberaci dalle insidie", risalgono esattamente al 23 agosto 1243, quando il vescovo puteolano Pietro la consacrò. Di certo, la chiesa fu edificata sul sito di una cappella più antica, poiché in un documento dell'anno 1013 si fa riferimento alla compravendita di un appezzamento di terreno in località ad S. Mariam qui dicitur ad Scandola a Quarto Major da non confondere con il toponimo Quarto Pictulum che corrisponde all'attuale San Giovanni a Teduccio. In quello stesso giorno, il vescovo Pietro ed altri prelati campani emanarono una lettera collettiva d'indulgenze a favore dei fedeli che avessero visitato la chiesa dal 1º all'8 maggio, festa di San Michele Arcangelo. Nel primo giorno di questo mese, la Chiesa aveva istituito il rito dell'elevazione della Croce di Maggio, affinché si cristianizzasse l'usanza del Calendimaggio, quando un albero fronzuto, simbolo di rigenerazione primaverile, veniva innalzato dai contadini di mezza Europa tra canti e processioni di sapore pagano. È interessante notare che nella lettera collettiva d'indulgenze - il cui testo era riportato su un epitaffio, un tempo collocato nell'edificio -, si accennava a due altari della chiesa quartese, dedicati proprio alla Santa Croce e all'Arcangelo Michele.
Una leggenda, raffigurata in un affresco un tempo visibile nella facciata interiore del muro a man destra dell'ingresso, è legata alla fondazione della chiesa, riportata in un documento dell'Archivio Storico Diocesano di Pozzuoli. Nel dipinto erano raffigurati un uomo con un falcone e una donna, creduti il re e la regina di Napoli, fondatori della chiesa per aver adempiuto un voto, essendo sfuggiti agli assalti di un cinghiale nel corso di una battuta di caccia in quel luogo. Infatti, fino al XVI secolo, il Piano di Quarto era ricoperto da un fitto bosco, frequentato dalla corte napoletana per le attività venatorie. Nel 1243, anno della consacrazione della chiesa, il re e la regina di Napoli erano l'imperatore Federico II di Svevia e la sua concubina Bianca Lancia, madre di Manfredi e sua futura consorte morganatica. La leggenda, pertanto, ha un suo fondamento storico: Federico, vedovo dal 1241 della sua terza moglie, amava i Campi Flegrei, ne frequentò i bagni ed edificò un castello sopra l'altura settentrionale del piano di Quarto, oggi noto come Castello di Monteleone. lnoltre, è risaputo che il grande imperatore era un vero esperto della caccia col falcone, al punto da scriverne un trattato.
La chiesa crollò nella notte tra il 22 e il 23 marzo 1893 a causa di lavori di restauro mal realizzati. Il crollo della volta e delle mura investirono una “casupola” adiacente e vi furono tre vittime: Salvatore Miselci (o Mesca), la moglie Maria Teresa Di Costanzo e il loro figlio Vincenzo di 11 anni. La ricostruzione fu realizzata a partire dal 1895 su progetto dell’ingegner Umberto Cassitto e fu portata a termine nel 1899. È caratterizzata da un'architettura essenziale, è dotata di campanile e domina la piazza omonima. L'interno dell'edificio si presenta di una estrema semplicità, vivacizzata solo da una decorazione a stucco e oro zecchino negli archi e nella copertura. Questa si eleva sull'unica navata, chiusa dall'abside semicircolare, ed è ripartita in due campate a crociera, poggianti su pilastri corinzi. Lungo la navata si sviluppano otto cappelle (quattro su ogni lato), di cui solo le ultime due ospitano altari, dedicati a San Gerardo e al Sacro Cuore di Gesù. Superato l'arco trionfale, ai lati della navata si aprono due penitenzierie, sovrastate da loggette, prima di giungere all'altare maggiore, dominato dalla scultura policroma della titolare sistemata in nicchia. Tra l'arredo sacro all'interno sono presenti un'acquasantiera di discreto interesse storico-artistico, scolpita in marmo bianco, risalente al 1634 e recante la data MDCXXXllll; il pulpito esagonale in noce intagliato, realizzato nel 1916 dal falegname maranese Francesco Moio; un antico dipinto su tavola raffigurante la titolare, nella cappella a Lei dedicata. Dell'antico convento si rinvengono ancora notevoli tracce. A livello planimetrico è evidente la forma del chiostro addossato alla parete sud della chiesa, intorno al quale si sviluppano i vari reparti. Ancora intatta è l'ala occidentale con il lungo corridoio coperto da volta a botte e con alcune celle, adattate ad abitazione del parroco.

#### Chiesa dei SS. Pietro e Paolo
La Parrocchia dei Santi Pietro e Paolo è stata istituita nel 1982 ed è pertanto costruzione recente. Dal punto di vista demografico risulta servire circa 9 000 abitanti del comune, per un totale di circa 3500 famiglie. È sita a poca distanza dalla Montagna Spaccata e dalla piccola chiesa di San Petrillo, dove secondo una tradizione ricordata nel 1859 anche dal canonico Giovanni Scherillo sarebbe passato San Pietro: “chiesina eretta dove è tradizione che san Pietro celebrasse il divin sacrificio e consacrasse il suo primo vescovo san Celso”. Il territorio circostante è caratterizzato da un ambiente prevalentemente rurale e da zone costituite da abitazioni di tipo residenziale. La parrocchia si estende per circa il 50% su un piano collinare con presenza di masserie sparse sul territorio, collegate da viottoli in terra battuta alle grosse vie. Essa soffre di scarsa presenza, dovuta allo spostamento di gran parte dei suoi abitanti fuori del territorio comunale, per motivi di lavoro. La coltura della terra è svolta principalmente dagli anziani, mentre i giovani preferiscono cercare altro tipo di lavoro (anche se saltuario) fuori dal comune di origine, adeguandosi a fare i pendolari o emigrando.

#### Chiesa di San Castrese
La Parrocchia di San Castrese è stata costruita nel 1994 ed è stata eretta a cura del commissariato straordinario di Governo per la Regione Campania per la gestione dell’emergenza del terremoto del 1980 (Legge 219 del 1981) al fine di consentire innanzitutto ai residenti della zona del costruendo comprensorio di alloggi popolari ex lege 167 e 219 di poter avere un luogo di culto. L'edificio si trova in prossimità del rione popolare di via De Gasperi, è dedicato al santo vescovo e martire Castrese da Sessa e nel corso degli anni è diventato sede di diverse organizzazioni e associazioni che si occupano dei giovani e del territorio; tra queste vanno menzionate il gruppo “Giobbe” dedicato ai giovani del rione, che potevano studiare e divertirsi partecipando ai tornei calcistici del CSI, e un laboratorio di falegnameria. Inoltre, nel 2014, nell’area prospiciente l’edificio sacro è stato realizzato un campo polisportivo (calcetto e pallavolo), opera realizzata con l’interessamento e l’intervento d’alcuni imprenditori locali per incrementare le possibilità dei ragazzi della zona.

#### Santuario Regina Pacis
Il santuario sorge nell'area comunemente nota come "zona Spinelli". In questo luogo, negli anni '70 sorse la Comunità Regina della Pace, ad opera del sacerdote missionario Padre Pippo Russo. A partire dal 2011, su idea del Vescovo di Pozzuoli, nell'ampio spazio di terra circostante e in alcuni edifici siti nei pressi del santuario, sono state istituite la Fondazione CED (Centro Educativo Diocesano “Regina Pacis) e la Cooperativa Regina Pacis, che si occupano di progetti per la prevenzione e il recupero di adolescenti a rischio di devianza o già immessi nel circuito penale, di accoglienza diurna e residenziale di ragazzi e giovani disabili e di giovani madri.

#### Altre chiese
- Chiesa del Gesù Divin Maestro

### Archeologia
Parte integrante della storia dei Campi Flegrei, quella di Quarto è un'area di discreto interesse archeologico. Grazie alla vicinanza con Cuma il territorio ha restituito, nelle zone collinari e in località San Petrillo, tracce preistoriche e suppellettili risalenti all'età del bronzo medio.
Per l'epoca romana di Quarto i resti più significativi sono costituiti dalla "Necropoli di via Brindisi", portata parzialmente alla luce nel corso degli anni settanta e ottanta, la quale ospita un "mausoleo a cuspide piramidale", volgarmente noto come "Fescina". Inoltre, lungo la via Campana, tra Pozzuoli e Quarto, lungo cioè il tracciato di quella che doveva essere l'antica via consularis Puteolis Capuam, sono presenti mausolei a due piani di tipo gentilizio e numerosi ipogei, che costituiscono una delle più singolari necropoli di epoca romana. Il tufo giallo napoletano rappresenta il materiale da costruzione predominante negli edifici romani di Quarto; inoltre dall’affioramento trachitico di Marmolite furono probabilmente ricavati i basoli della pavimentazione stradale della zona. La tecnica edilizia di gran lunga prevalente (oltre il 70%) risulta essere l’opera reticolata, talvolta usata insieme a filari orizzontali di tufelli parallelepipedi. In età imperiale le costruzioni si addensavano non solo lungo la via Consolare Puteolis Capuam, ma anche lungo le sue diramazioni, a testimonianza di una notevole intensità di insediamenti e di popolazione. Lungo queste strade si susseguivano e si inframezzavano ville residenziali, dimore rustiche, cisterne, punti di sosta per i viandanti, sepolcri monumentali. Questi sepolcri appartenevano di certo a gente che aveva proprietà nella zona e che le iscrizioni talvolta consentono di identificare: famiglie ben note a Puteoli, spesso facenti parte dei ceti dirigenti cittadini, o a collegi funerari di associazioni di culto, o anche a persone di condizione sociale inferiore come i liberti. In base alle indicazioni date da Plinio il Vecchio, nella sua raccolta enciclopedica Naturalis Historia, la conca di Quarto dovrebbe aver fatto parte di questa famosa terra, esaltata come fertilissima fra tutte, le Leboriae. Accanto alla tradizione cerealicola nella zona dovevano essere largamente praticate coltivazioni specializzate (orti, vigneti, frutteti); ciò sembra possa dedursi anche dalla presenza di numerose cisterne, di pozzi, che fanno pensare anche a colture bisognose di molta acqua. Lo smercio dei prodotti agricoli era del resto facilitato dal fitto reticolo viario e dalla vicinanza dei mercati cittadini. Il gran numero di ville rustiche che si è potuto identificare lascia supporre un notevole frazionamento fondiario e un’attività produttiva per il consumo locale e dei comuni vicini.
Numerosi sono i mausolei sparsi un po' dovunque, come quello in località Poggio Spinelli, a due piani, con esterno in laterizio, fino a qualche anno fa inglobato in una masseria. Fra le tombe rupestri, è da menzionare quella in località Grotta del Sole, formata da due ambienti comunicanti.
Diversi reperti archeologici rinvenuti nel territorio quartese sono conservati e visibili presso il Museo archeologico dei Campi Flegrei, all’interno del Castello Aragonese di Baia.

#### Montagna Spaccata

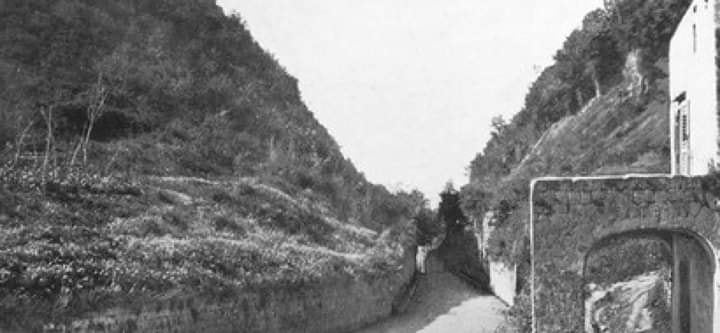
Foto d'epoca della Montagna Spaccata

La Montagna Spaccata è formata da un profondo taglio (interessante per le sue dimensioni, effettuato probabilmente già in età repubblicana, attraverso l'orlo meridionale del cratere di Quarto) nella collina tra la Piana Campana e la Piana di Quarto, realizzato al fine di permettere il passaggio della via Consolare Campana. Il taglio del monte è un'opera abbastanza ardita e per la realizzazione fu necessario lo sbancamento delle ultime propaggini del monte Gauro. Il taglio è largo nella parte superiore 78 metri ed è alto 50 metri. Presenta una lunghezza di 290 metri, furono costruiti sui due lati, mura di sostegno in opus reticulatum (di cui restano visibili alcune sezioni) e successivamente ristrutturato in opus listatum.
Nella parte centrale di tale muratura è visibile, in alto, l'accenno a un'incurvatura che fa pensare a ciò che resta di un arco destinato a sostenere la spinta laterale del terreno. Per la sua realizzazione furono rimossi non meno di 220 000 metri cubi di terreno. Il manufatto ha resistito a tutti i collaudi a cui è stato sottoposto lungo l'arco dei secoli e il sisma del 1980 non ha nemmeno sfiorato le attuali strutture.

#### Il Complesso archeologico della Villa con necropoli di Via Brindisi "La Fèscina"
La Necropoli di via Brindisi è stata portata parzialmente alla luce nel corso degli anni settanta e ottanta; prima di allora era visibile solo il livello superiore del mausoleo a cuspide, utilizzato come deposito di attrezzi agricoli. Delimitata da una bassa recinzione realizzata in opera reticolata, ne fanno parte tre mausolei funerari con basamento quadrangolare e vano ipogeo, un triclinio all’aperto, alcuni vani di servizio e due recinti minori. La struttura più antica è il monumentale mausoleo a cuspide piramidale, volgarmente noto come “Fescina“, edificato tra l'età augustea e il I sec. d.C.  Attraverso un varco alle spalle del monumento è possibile accedere al recinto, originariamente chiuso, in cui si rinvennero tracce di incinerazioni, urne, anfore con resti di inumati e tombe a cappuccina che documentano la continuità d’uso della necropoli fino ad epoca tarda. Anche nell’area del recinto maggiore vennero alla luce sepolture ad inumazione. Nell’antichità tali spazi recintati erano detti ustrinae perché destinati soprattutto alla cremazione dei defunti. La Fescina deve il suo nome alla sua insolita forma a cuspide, che ricorda quella del cestello a punta, usato dai contadini per raccogliere i frutti. Grazie alla sua forma particolare e alla rilevanza archeologica, è diventato il simbolo forse più noto del comune di Quarto. 

#### Mansio flegrea
In via Mercadante è possibile ammirare la Mansio romana (anche detta Mansio flegrea), identificata con la Masseria Crisci in via Campana Vecchia. Risalente al I secolo d.C, era un’antica stazione di sosta e rifornimento di grande importanza, collocata al quarto miglio della via Consolare Campana, asse di collegamento tra Roma e Puteoli. Come tutte le mansiones romane, questo edificio era messo a disposizione delle autorità e dei dignitari che viaggiavano per ragioni di stato. La mansio è costruita su due piani, ognuno dei quali ha quattro ambienti comunicanti, è lunga 30 metri e larga 7 metri e raggiunge gli 8 metri di altezza. L’edificio è in opus reticulatum e opus listatum, mentre gli archi di rinforzo della copertura a volta sono in opus latericium. Sebbene sia stata modificata dalle recenti costruzioni edilizie realizzate in continuità con le mura romane, è ancora possibile ammirare la bellezza di questa antica struttura, che è chiaramente identificabile.

#### Pietra Bianca

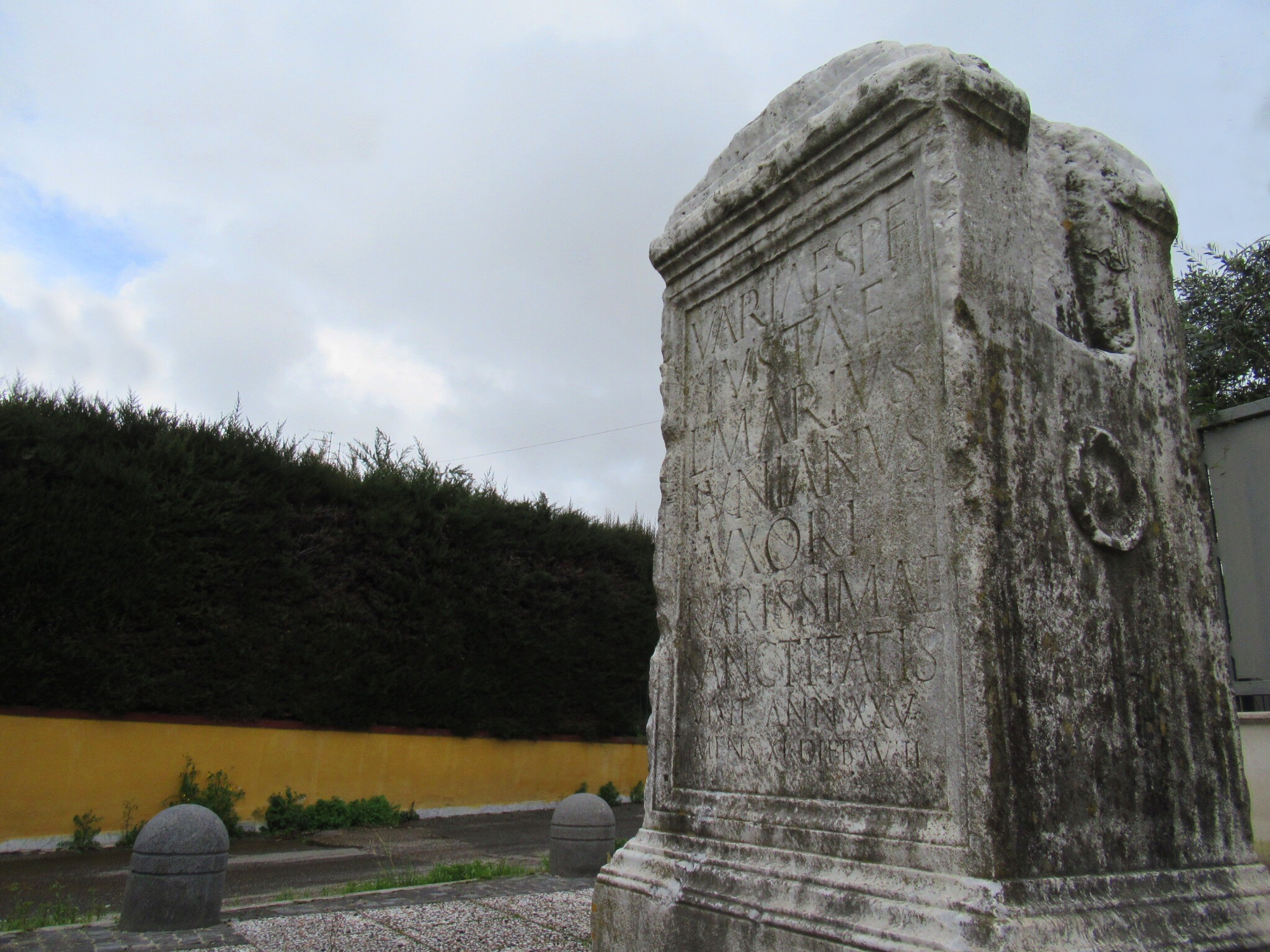
La Pietra Bianca che dà il nome all'omonima via nei pressi del suo ritrovamento.

La cosiddetta Pietra Bianca è un’ara funeraria ritrovata nel 1777, abbandonata per due secoli al degrado fino al recupero e al restauro nel 1974 da parte del Gruppo Archeologico Napoletano. Si tratta di un'ara di marmo bianco con frontone centinato e pulvini laterali. Sulle facce laterali figurano su quella sinistra un elegante urceus e su quella destra una patera, mentre sulla parte frontale è presente la seguente iscrizione in lingua latina: Variae Sp(uri) F(iliae) Iustae L(ucius) Marius Iunianus uxori rarissimae sanctitatis vixit ann(is) XXV mens(ibus) XI dieb(us) XVIII, che fa riferimento a Varia Iusta figlia illegittima di Lucius Marius Iunianius, moglie di rarissima santità. Secondo la datazione fatta, risalirebbe al I secolo d.C., probabilmente all’età giulio-claudia. Il reperto è tuttora visibile nei pressi del luogo di recupero e dà il nome alla vicina strada, via Pietra Bianca.

#### Altri luoghi di interesse
Antiche Masserie, testimonianze della civiltà contadina

## Società

### Evoluzione demografica
Quarto è diventato comune con decreto legislativo del 5 febbraio 1948 per scorporo dal comune di Marano, di cui era frazione. Dalla sua istituzione negli anni cinquanta la sua popolazione è cresciuta di quasi sei volte.
Il boom demografico si è riscontrato soprattutto in seguito al terremoto dell'Irpinia del 1980 e al bradisismo di Pozzuoli (1983), che comportò lo svuotamento del Rione Terra a seguito dei numerosi danni alle strutture abitative. La popolazione allora crebbe dai meno di diecimila abitanti ai circa quarantamila attuali.
Quarto è residenza di molti lavoratori partenopei, che fanno i pendolari con Napoli soprattutto attraverso i collegamenti ferroviari.
L'alto incremento demografico degli ultimi anni ha reso Quarto uno dei comuni più giovani di Italia: circa metà della popolazione ha meno di trent'anni.
Abitanti censiti

- Comuni italiani per popolazione

### Etnie e minoranze straniere
Secondo i dati ISTAT al 31 dicembre 2018 i cittadini stranieri residenti a Quarto erano 698, corrispondenti all'1,7% della popolazione. Le nazionalità maggiormente rappresentate erano:
1. Burkina Faso 139 0.34%
2. Ucraina 135 0.33%
3. Romania 76 0.19%
4. Polonia 41 0.10%
5. Cina 34 0.08%
6. Costa d'Avorio 34 0.08%
7. Nigeria 25 0.06%

### Tradizioni e folclore
- Festa di Santa Maria Libera Nos a Scandalis[34]: ha luogo il 12 settembre. Ogni anno le celebrazioni e la festa patronale si svolgono per circa una settimana, con manifestazioni religiose e civili e particolarmente sentita è la processione della statua della madonna attraverso tutte le strade principali del comune[35].

## Cultura

### Cucina
La gastronomia di Quarto si basa principalmente sulle verdure, la carne e il pesce e sugli ingredienti tipici della cucina mediterranea, come l'olio d'oliva, come nel resto dell'area flegrea. Diverse sono le coltivazioni locali tra cui la vite e la mela annurca, alla quale periodicamente vengono dedicate manifestazioni cittadine.

#### Vino
Il comune di Quarto è posto ad un'altitudine 55 metri s.l.m. ed, essendo un comune di pianura, i produttori locali hanno cercato per i loro vigneti le posizioni migliori per ottenere uve idonee alla produzione di vini in linea con gli elevati standard presenti nella Città metropolitana di Napoli. I vini bianchi sono basati per la maggior parte sull’uva Falanghina. Le viti sono coltivate alla putuelana o pozzolana, un’antica forma di allevamento della vite in cui era sostenuta da una falange (ossia una spalliera). Il clima mediterraneo e le alture, con la presenza di brezze rinfrescanti e di terreni vulcanici, porosi e ricchi di minerali, sono condizioni ideali per la coltivazione della vite. Il comune di Quarto vanta un numero rilevante di denominazioni di origine dedicate al vino, tra cui Campi Flegrei DOC, Pompeiano IGT e Campania IGT.

## Infrastrutture e trasporti

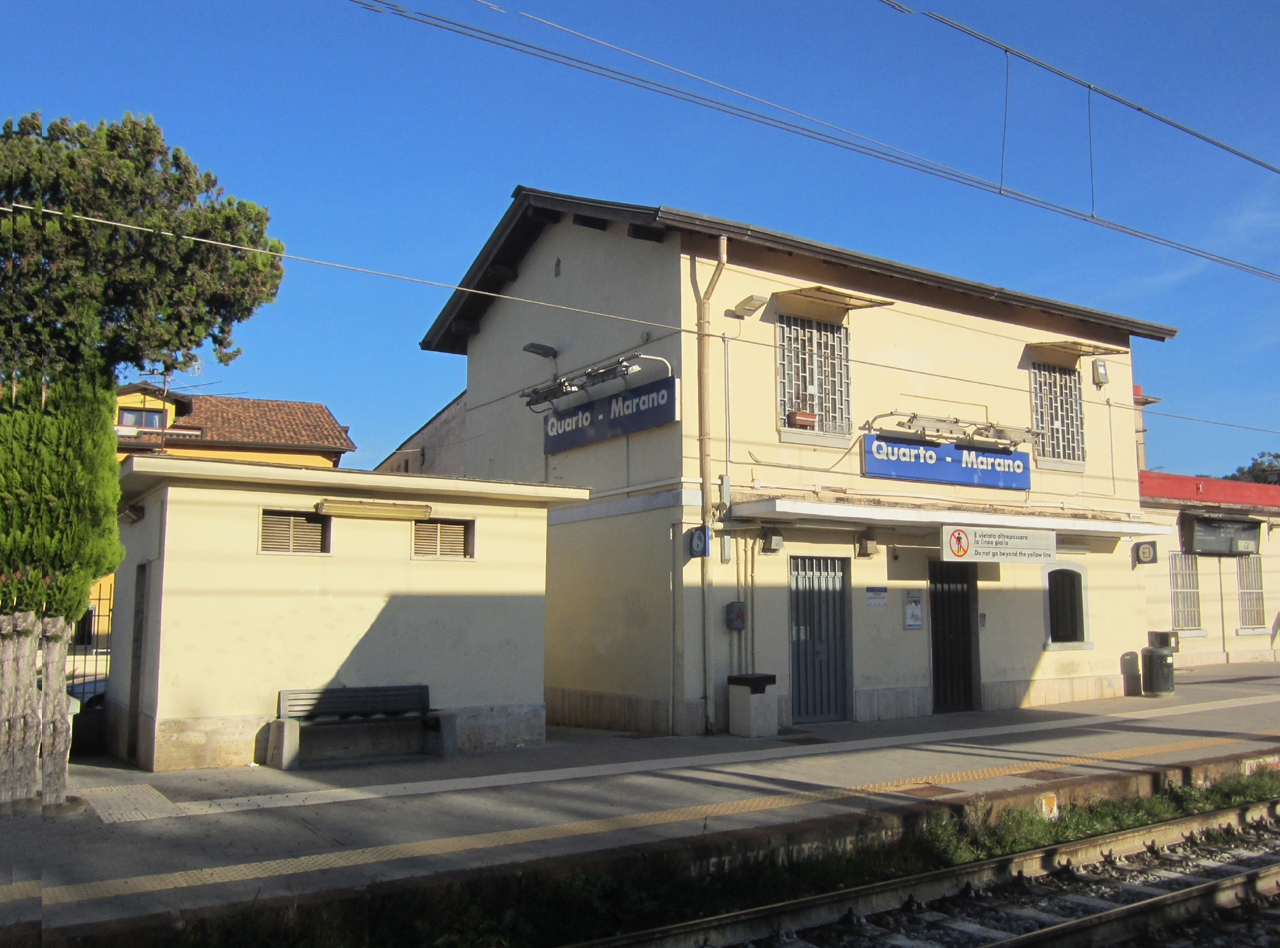
Stazione ferroviaria di Quarto di Marano

### Strade
Quarto è interessato dalla strada statale 686 di Quarto, che permette alla cittadina di collegarsi alla Strada Statale 7 Quater Via Domitiana.

### Ferrovie
Il comune è servito dalla stazione di Quarto di Marano, posta sul passante ferroviario di Napoli e dalle stazioni di Quarto Centro, Quarto e Quarto Officina, poste sulla ferrovia Circumflegrea.

### Mobilità Urbana
I trasporti interurbani di Quarto vengono svolti con autoservizi di linea gestiti da E.A.V. Un collegamento bus, gestito da E.A.V. collega Quarto e il Polo Universitario di Napoli - Monte Sant’Angelo.

## Amministrazione
| Periodo          | Periodo          | Primo cittadino                                          | Partito                         | Carica                    | Note                                              |
| ---------------- | ---------------- | -------------------------------------------------------- | ------------------------------- | ------------------------- | ------------------------------------------------- |
| 9 marzo 1948     | 28 novembre 1948 | Alberto Arcamone                                         |                                 | Commissario               | Commissario prefettizio anche di Marano di Napoli |
| 28 novembre 1948 | 1961             | Domenico Di Falco                                        | Lista civica                    | Sindaco                   |                                                   |
| 1961             | 1962             | Francesco Di Nardo                                       | -                               | Sindaco                   |                                                   |
| 1962             | 1965             | Giovanni Riccio                                          | PCI                             | Sindaco                   |                                                   |
| 1965             | 1968             | Angelo De Vivo                                           | Lista civica                    | Sindaco                   |                                                   |
| 1968             | 1969             | Pasquale Leone                                           |                                 | Commissario               |                                                   |
| 1969             | 1975             | Domenico Di Falco                                        | DC                              | Sindaco                   |                                                   |
| 1975             | 1978             | Salvatore Carandente Sicco                               | DC                              | Sindaco                   |                                                   |
| 1978             | 1980             | Luigi Liberti                                            | -                               | Sindaco                   |                                                   |
| 1980             | 1981             | Antonio Apa                                              | -                               | Sindaco                   |                                                   |
| 1981             | 1984             | Castrese Carandente Giarrusso                            | PSI                             | Sindaco                   |                                                   |
| 1984             | 1984             | Francesco Di Falco                                       | DC                              | Sindaco facente funzioni  |                                                   |
| 1984             | 1987             | Arcangelo Sanseviero                                     | centrosinistra                  | Sindaco                   |                                                   |
| 1987             | 1988             | Leopoldo Carandente Tartaglia                            | centrosinistra                  | Sindaco                   |                                                   |
| 3 agosto 1988    | 1989             | Francesco Di Falco                                       | DC                              | Sindaco                   | [ 38 ]                                            |
| 1989             | 6 maggio 1990    | Leopoldo Carandente Tartaglia                            | centrosinistra                  | Sindaco                   |                                                   |
| 6 maggio 1990    | 24 marzo 1992    | Francesco Di Falco                                       | DC                              | Sindaco                   | Arrestato                                         |
| 24 marzo 1992    | 8 giugno 1993    | Michele Marra Maria Grazia D'Ascia Aldo Uccelletti       |                                 | Commissione straordinaria |                                                   |
| 8 giugno 1993    | 20 novembre 1994 | Gerardo Goffredi Maria Grazia D'Ascia Aldo Uccelletti    |                                 | Commissione straordinaria |                                                   |
| 20 novembre 1994 | 14 dicembre 2000 | Antonio Ciraci                                           | PDS / DS                        | Sindaco                   |                                                   |
| 15 dicembre 2000 | 28 maggio 2001   | Marilisa Magno                                           |                                 | Commissario               |                                                   |
| 28 maggio 2001   | 23 luglio 2002   | Gabriele Di Criscio                                      | FI                              | Sindaco                   |                                                   |
| 23 luglio 2002   | 10 giugno 2003   | Maria Pia Larciprete Weber                               |                                 | Commissario               |                                                   |
| 10 giugno 2003   | 21 aprile 2006   | Pasquale Salatiello                                      | FI                              | Sindaco                   |                                                   |
| 21 aprile 2006   | 29 maggio 2007   | Mariolina Goglia                                         |                                 | Commissario               |                                                   |
| 28 maggio 2007   | 7 febbraio 2011  | Sauro Secone                                             | PD                              | Sindaco                   |                                                   |
| 7 febbraio 2011  | 24 giugno 2011   | Marcello Fulvi                                           |                                 | Commissario               |                                                   |
| 24 giugno 2011   | 31 luglio 2012   | Massimo Carandente Giarrusso                             | PdL                             | Sindaco                   |                                                   |
| 31 luglio 2012   | 9 aprile 2013    | Vincenzo Greco                                           |                                 | Commissario               |                                                   |
| 9 aprile 2013    | 15 giugno 2015   | Savina Macchiarella Maria Grazia Nicolò Carmelina Vargas |                                 | Commissione straordinaria | [ 39 ]                                            |
| 15 giugno 2015   | 5 febbraio 2018  | Rosa Capuozzo                                            | M5S / Indipendente              | Sindaco                   |                                                   |
| 5 febbraio 2018  | 25 giugno 2018   | Demetrio Martino                                         |                                 | Commissario               |                                                   |
| 25 giugno 2018   | in carica        | Antonio Sabino                                           | Indipendente di centro-sinistra | Sindaco                   |                                                   |

## Sport
Hanno sede nel comune le seguenti società di calcio: la S.S.D. Quarto, che raggiunse il suo culmine con il campionato di Serie D, la società A.S.D. Quarto Afrograd che partecipa al campionato di eccellenza girone A 2024/2025, il Quarto Calcio che partecipa al campionato di prima categoria girone B 2024/2025, e la società di futsal A.S.D. Futsal Quarto, che nella stagione 2022/2023 ha ottenuto la vittoria della Coppa Campania e la promozione diretta dalla serie C2 alla C1 di futsal. 
Il progetto Futsal Quarto ha ben quattro compagini e partecipa, con la prima squadra maschile, al campionato di serie C1 2023-2024, con la squadra femminile al campionato femminile di serie C di futsal, con l'Under 19 al campionato regionale Under 19 e, con l'Under 17, al campionato Élite di futsal. A gennaio 2024, la squadra maschile allenata da Gaetano Breglia, ha partecipato alle finali della fase regionale della Coppa Italia di Serie C1 di futsal. 
La squadra femminile, allenata da Valerio Vitale, e le due Under, gestite dal dirigente Gaspare Bennardo, danno un importante contributo di talenti quartesi e flegrei alla Rappresentativa Regionale Campana nelle rispettive categorie.
La società di pallavolo Cts-Quarto, fondata nel 1976, milita nella Prima Divisione Femminile.